# Orłowec
Orłowec (bułg. Орловец) – szczyt pasma górskiego Riła, w Bułgarii, o wysokości 2685 m n.p.m.